# Flugplatz Mangaia

i7
i11
i13
Der Flugplatz Mangaia (englisch Mangaia Airport, IATA-Code: MGS, ICAO-Code: NCMG) ist der einzige Flugplatz der zu den Cookinseln gehörenden Insel Mangaia. Er befindet sich an der Küste im Nordosten der Insel.

## Geschichte und Anlage
Der Flugplatz Mangaia wurde 1977 angelegt. Die parallel zur Küste in nordwest-südöstlicher Richtung verlaufende Start- und Landebahn ist mit verdichtetem Korallengrus präpariert und weist eine Länge von 1011 Metern auf. Der Flugplatz verfügt weder über Landebahnbefeuerung noch über Navigations- oder Landehilfen.

## Betrieb
Mangaia wird (Stand November 2024) planmäßig ausschließlich von der regionalen Fluggesellschaft Air Rarotonga bedient, die mehrmals wöchentlich Flüge zwischen Mangaia und der Hauptinsel Rarotonga anbietet.